# Prudencio Norales
Pour les articles homonymes, voir Norales.
Prudencio Norales Martínez (né le 20 avril 1956 au Honduras) est un joueur de football international hondurien qui évoluait au poste de milieu de terrain.

## Biographie

### Carrière en club
Prudencio Norales évolue principalement en faveur du CD Olimpia, club où il joue pendant douze saisons, entre 1977 et 1988.
Il remporte avec cette équipe cinq titres de champion du Honduras. Il gagne également la Coupe des champions de la CONCACAF en 1988, en battant le club trinidadien de Defence Force en finale.

### Carrière en sélection
Avec les moins de 20 ans, il participe à la Coupe du monde des moins de 20 ans 1977 organisée en Tunisie. Lors du mondial junior, il joue trois matchs : contre le Maroc, l'Uruguay, et la Hongrie.
Prudencio Norales joue en équipe du Honduras entre 1980 et 1982.
Il dispute cinq matchs rentrant dans le cadre des éliminatoires du mondial 1982.
Il figure dans le groupe des sélectionnés lors de la Coupe du monde de 1982. Lors du mondial organisé en Espagne, il joue deux matchs : contre le pays organisateur, puis contre l'Irlande du Nord.

## Palmarès
Olimpia
| - Championnat du Honduras (5) : - Champion : 1977, 1982, 1984, 1986 et 1987. - Vice-champion : 1988. - Meilleur buteur : 1980. - Coupe des champions de la CONCACAF (1) : - Vainqueur : 1988. - Finaliste : 1985. |  | - Copa Interclubes UNCAF (3) : - Vainqueur : 1981. |